# Ribeirão Vermelho (kommun)
Ribeirão Vermelho är en kommun i Brasilien.   Den ligger i delstaten Minas Gerais, i den sydöstra delen av landet, 700 km sydost om huvudstaden Brasília. Antalet invånare är 3 826.
Omgivningarna runt Ribeirão Vermelho är huvudsakligen savann. Runt Ribeirão Vermelho är det ganska tätbefolkat, med 149 invånare per kvadratkilometer.